# Tranvia Cremona-Casalmaggiore
La tranvia Cremona-Casalmaggiore, attiva tra il 1888 e il 1954, collegava la cittadina di Casalmaggiore al suo capoluogo di provincia, Cremona.
Due diramazioni, con servizio viaggiatori autonomo e distinto, affiancavano la linea principale. La prima si diramava da Ca de' Soresini e proseguiva lungo la strada provinciale Giuseppina per assestarsi nei pressi della stazione ferroviaria di San Giovanni in Croce, sulla ferrovia Parma-Brescia. L'altra era l'ideale prosecuzione della linea principale, collegando Casalmaggiore alla località di Ponte Majocche, dove transitava la tranvia Mantova-Viadana.

## Storia

### Progettazione e costruzione
Nel 1879 la Casa Levi di Torino propose un'istanza all'amministrazione provinciale cremonese per la costruzione e l'esercizio di una linea tranviaria collegante Cremona a San Giovanni in Croce che utilizzasse il percorso della strada giuseppina. Nonostante il proponente avesse contattato gli enti comunali che sarebbero stati interessati dall'infrastruttura, la proposta cadde nel vuoto. Nel 1881, il Corriere di Cremona riaccese l'interesse verso il progetto Levi e il 6 settembre il consiglio provinciale si riunì per discutere l'argomento. Fu nell'ambito di tale riunione che si propose una diramazione Ca' de Soresini-Casalmaggiore nel caso in cui fossero sopraggiunte le adesioni dei comuni interessati a questa variante. Tuttavia la Casa Levi entrò presto in difficoltà finanziarie per cui non poté proseguire nell'impegno.
Tra le proposte tranviarie presentate dalla Deputazione Provinciale nel 1883 il progetto della Casa Levi fu riadattato: la linea principale sarebbe stata la Cremona-Casalmaggiore, mentre da Ca' de Soresini si sarebbe diramata una breve linea per San Giovanni in Croce. Inoltre, stanti i progetti tranviari della vicina provincia di Mantova, la concessione prevedeva la costruzione di una linea tranviaria fra Casalmaggiore e la frazione di Ponte Majocche, dove la tranvia Mantova-Viadana effettuava un breve transito nel territorio cremonese.
Alla fine del 1886, la Piacenza-Bettola-Cremona Tramways Company, concessionaria di alcune linee tranviarie piacentine, avanzò richiesta per l'ottenimento della concessione della Cremona Casalmaggiore. Essa chiedeva ventiquattro mesi di tempo e un sussidio di 7.000 Lire a chilometro.
Pochi mesi dopo il Consorzio dei comuni per la Cremona-Casalmaggiore e diramazioni, nato quattro anni prima in seguito alla proposta della Deputazione, propose come concessionario la ditta Giovanni Biglia di Torino. Questa società chiedeva 9.500 Lire impegnandosi a realizzare l'opera in sei mesi. Il Consorzio si assunse la differenza di contributo rispetto a quanto avanzato dalla società tranviaria piacentina e diede inizio ai lavori sulle strade di propria competenza già nel marzo 1887. Dopo poche settimane, la Deputazione firmò con il Biglia l'atto preliminare di concessione la quale fu approvata definitivamente il 13 giugno.
I lavori di posa dei binari iniziarono nel gennaio 1888, concludendosi nel luglio dello stesso anno. Il giorno 13 ci fu l'inaugurazione ufficiale, mentre l'esercizio fu aperto il 16. La tranvia si attestava a Cremona presso la stazione di via Dante, nei pressi della stazione ferroviaria, mentre a Casalmaggiore era situata presso quella che in seguito fu denominata via Petofi.

### Dalla ditta Biglia alla SNFT
Il 4 settembre 1892 il Biglia cedette la concessione ad una società anonima che aveva sede a Torino, la Società tranvie nella provincia di Cremona (STPC), di proprietà della Banca Manzi di Roma. La STPC nel 1899 rilevò anche la tranvia per Ostiano unificando la gestione delle due linee che già condividevano la stazione tranviaria di Cremona.
Nel 1900 gli impianti furono rilevati alla Società Nazionale Ferrovie e Tramvie (SNFT), fino a quel momento operante sulle linee tranviarie extraurbane del parmigiano. La società operò per una completa revisione del materiale rotabile esistente e per l'acquisto di nuove locomotive. I lavori furono svolti presso le Officine Meccaniche Piacentine e le officine sociali di Parma e Cremona.

### L'amministrazione delle Tramvie Provinciali Cremonesi

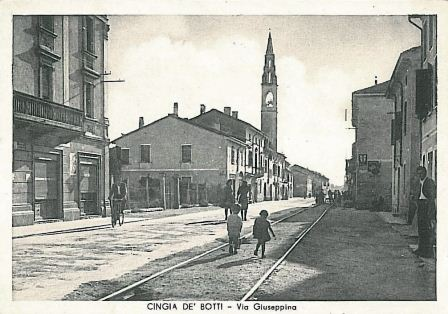
Cingia de Botti, via Giuseppina

Nel 1917 le Tramvie Provinciali Cremonesi (TPC) ottennero la gestione dell'intera rete di linee tranviarie extraurbane di Cremona, programmando un vasto processo di ristrutturazione della stessa che non fu realizzato a causa delle scarse disponibilità finanziarie dell'amministrazione provinciale.
Tra il 1923 e il 1927 la linea per Casalmaggiore fu interessata da alcuni lavori di rettifica del tracciato presso San Martino del Lago e Scandolara Ravara, dove il percorso fu trasferito in sede propria. Nei pressi di Gussola, Martignana e Torricella le rettifiche furono realizzate nel corso di lavori di risistemazione delle strade ordinarie. Nel 1930 fu attivata una rettifica di tracciato in uscita da Cremona, in modo da evitare la località San Sebastiano e una doppia curva.
Nel 1928 fu chiuso l'esercizio della breve diramazione Ca' de Soresini-San Giovanni in Croce, mentre la Casalmaggiore-Ponte Majocche fu mantenuta fino al luglio del 1934, quando vennero soppresse le tranvie mantovane.Tra il 1934 e il 1936 furono operate nuove rettifiche di tracciato tra Ca' de Soresini, Castelponzone e Scandolara Ravara.
Durante la seconda guerra mondiale, alcune corse della linea subirono mitragliamenti da parte delle forze aeree alleate. Oltre al bombardamento della stazione centrale di Cremona avvenuto il 10 luglio 1944, la linea subì danni anche nell'altra stazione capolinea. Lo scalo di Casalmaggiore sorgeva nei pressi del Consorzo Agrario e fu parzialmente danneggiato dal bombardamento alleato del 14 aprile 1945.
La linea fu ricostruita nel dopoguerra perché la giunta provinciale era intenzionata a mantenere il servizio. La concessione sarebbe scaduta il 30 luglio 1948 e fu prorogata prima fino al 31 luglio 1950 e poi fino al 31 luglio 1952. Data l'impossibilità finanziaria per attuare un progetto di trasformazione della linea in una ferrovia, l'amministrazione provinciale dovette chiuderne l'esercizio. Il 14 marzo 1954 la Cremona-Casalmaggiore fu sostituita da un autoservizio gestito dalla stessa TPC.

## Caratteristiche
La linea era a binario singolo con scartamento standard di 1.445 mm posto su sede promiscua per gran parte del suo percorso. La lunghezza complessiva, al momento della costruzione, era di 42,087 km; A seguito delle rettifiche di tracciato effettuate dalla Tramvie Provinciali Cremonesi il percorso si era ridotto, stando ai dati del 1950, a 41,535 km di cui 0,961 in comune con la tranvia Cremona-Ostiano e 2,460 in sede propria.
Le rotaie erano di tipo Vignoles. Al momento della costruzione fu deciso di adottare un tipo di rotaia dal peso di 17 kg/m adatta a sopportare una velocità commerciale di 18 km/h. Tra il 1923 e il 1927, la TPC procedette a sostituire parzialmente l'armamento con nuove rotaie da 27,7 kg/m. Nel 1935 furono sostituite le rotaie da 17 kg/m non rinnovate in precedenza con quelle a 23 kg/m provenienti dalla rete tranviaria extraurbana mantovana, in quel periodo in via di smantellamento.

### Percorso
| Unknown route-map component "uexKBHFa" |

| Unknown route-map component "uexKBHFa" | Unused straight waterway |  |

| Unknown route-map component "uexCONTgq" | Unknown route-map component "uexABZqr" | Unknown route-map component "uexABZg+r" |  |  |

| Unknown route-map component "uexBHF" |

|  | Unknown route-map component "uexABZgl" | Unknown route-map component "uexCONTfq" |

| Unknown route-map component "uexHST" |

| Unknown route-map component "uexHST" |

| Unknown route-map component "uexBHF" |

| Unknown route-map component "uexHST" |

| Unknown route-map component "uexBHF" |

| Unknown route-map component "uexHST" |

| Unknown route-map component "uexBHF" |

| Unknown route-map component "uexHST" |

| Unknown route-map component "uexBHF" |

| Unknown route-map component "uexBHF" |

|  | Unknown route-map component "uexABZgl" | Unknown route-map component "uexCONTfq" |

| Unknown route-map component "uexHST" |

| Unknown route-map component "uexBHF" |

| Unknown route-map component "uexBHF" |

| Unknown route-map component "uexHST" |

| Unknown route-map component "uexBHF" |

| Unknown route-map component "uexBHF" |

| Unknown route-map component "uexHST" |

| Unknown route-map component "uexHST" |

| Unknown route-map component "uexBHF" |

| Unknown route-map component "uexCONTgq" | Unknown route-map component "uexABZgr" |  |

|  | Unknown route-map component "uexKBSTe" |

| Unknown route-map component "CONTgq" | Station on transverse track | Unknown route-map component "CONTfq" |

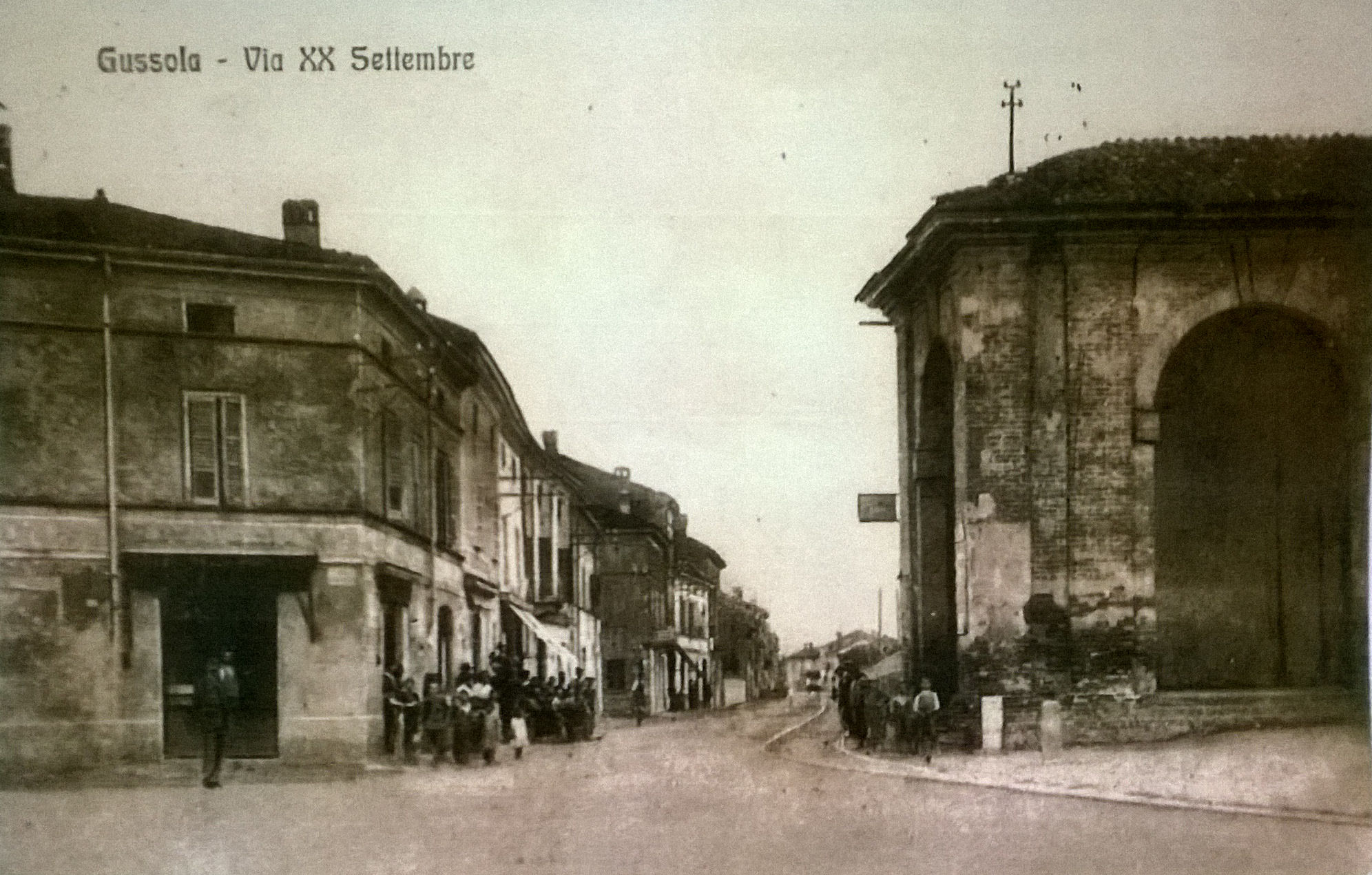
Binario tranviario a Gussola, in via Roma

Il percorso della linea tranviaria era prevalentemente pianeggiante con pendenza massima era del 7 per mille e si svolgeva quasi interamente su sede stradale. Solo negli anni venti e trenta si operarono rettifiche di tracciato che permisero anche la costruzione di tratti in sede propria, i quali nel 1950 ammontavano a 2,45 km.
La linea partiva dalla stazione tranviaria di via Dante a Cremona, che sorgeva nei pressi della stazione ferroviaria e di quella tranviaria della rete piacentina. Il binario percorreva quindi la strada di circonvallazione per poi immettersi lungo la strada provinciale Giuseppina, poi strada provinciale 87, fino a Ca' de Soresini, frazione di San Martino del Lago. I primi 900 metri del tracciato, fino alla fermata di Porta Venezia, erano in comune con la tranvia Cremona-Ostiano.
Da Ca' de Soresini, posta all'incrocio della strada Giuseppina con via Dante Alighieri, si diramava la linea per San Giovanni in Croce. Per questo motivo l'impianto era dotato di una rimessa locomotive, un piano caricatore e un fabbricato viaggiatori. Il piazzale era composto da tre binari ed era situato presso uno slargo a settentrione della strada provinciale. Lo scalo era inoltre dotato di un piano caricatore, posto nei pressi della Rimessa, e di un piccolo fabbricato viaggiatori il quale era posizionato a ridosso dell'edificio dell'Osteria, a meridione della strada provinciale e ad occidente di via Dante.
Da Ca' de Soresini la tranvia abbandonava la strada provinciale per inoltrarsi su strade strette e tortuose le quali subirono diversi interventi di rettifica nel corso degli anni per migliorarne la sicurezza stradale e tranviaria. La linea attraversava il centro di San Martino del Lago, di Castelponzone e di Scandolara Ravara per poi dirigersi verso Gussola, Martignana di Po e Vico Bellignano, dove si immetteva sulla strada statale 343 Asolana, a quel tempo classificata provinciale. Proseguendo in sede promiscua lungo la Asolana, la tranvia giungeva al capolinea di Casalmaggiore, posto nel triangolo tra le vie della Repubblica, Pelofi e Matteotti.
L'impianto era dotato di un modesto fabbricato viaggiatori, due rimesse locomotive e una piattaforma girevole. A lato di via della Repubblica usciva un raccordo diretto alla stazione ferroviaria della linea Parma – Brescia e al locale zuccherificio. Il binario di scalo arrivava al piazzale antistante al fabbricato viaggiatori della stazione, per facilitare il trasbordo del materiale, ma non si raccordava al suo scalo merci in quanto non fu possibile il trasporto cumulativo tra la rete tranviaria e quella delle Ferrovie dello Stato. La tranvia per Ponte Majocche si diramava instradandosi verso via Cavour. Dal 1930, a seguito della costruzione della strada di circonvallazione casalasca, la linea per Ponte Majocche prese a percorrere la direttrice poi denominata via Beducchi.

## Materiale rotabile
Per avviare la gestione del servizio il Biglia decise di acquistare quattro nuove locomotive tranviarie prodotte dalla Henschel & Sohn. Nel 1892 acquisì dalle Tramways a Vapore Interprovinciali di Milano, Bergamo e Cremona (TIP) un'altra locomotiva, sempre di produzione Henschel & Sohn.
Con l'avvento della gestione TPC sulla linea venne impiegato materiale rimorchiato e di trazione del parco sociale banalizzato rispetto a quello utilizzato sull'intera rete della provincia, ivi comprese le automotrici a benzina prodotte dalla FIAT immesse nel parco sociale a partire dal 1934.
Sulle corse miste passeggeri e merci la trazione rimase a vapore fino alla fine degli anni trenta quando si acquistarono locomotive Badoni, con alimentazione a benzina e predisposizione per quella a metano.